# Castanotherium glabratum
Castanotherium glabratum är en mångfotingart som först beskrevs av Newport 1844.  Castanotherium glabratum ingår i släktet Castanotherium och familjen Zephroniidae. Inga underarter finns listade i Catalogue of Life.